# Lee H. Katzin
Lee H. Katzin (Detroit, 12 aprile 1935 – Beverly Hills, 30 ottobre 2002) è stato un regista statunitense.
Regista conosciuto principalmente verso la fine degli anni '60, per le serie televisive: Missione impossibile e Sulle strade della California. Ha anche diretto il film Le 24 Ore di Le Mans (1971).

## Biografia
H. Katzin realizzò pellicole di vario genere, come il western Il pistolero di Dio (1969), il drammatico Gioco, partita, incontro (1995) e il thriller La terza fossa (1969). Nel 1972 diresse il film Scacchiera di spie, con Barry Newman e Anna Karina.
Nel 1975 diresse l'episodio di lancio Breakaway della serie televisiva Spazio 1999. Nel 1977 fu il creatore della serie di fantascienza statunitense L'uomo di Atlantide, per poi dirigere l'anno successivo un film per la televisione, la commedia Zuma Beach .
Morì di cancro nel 2002, all'età di 67 anni, a Beverly Hills (California).

## Filmografia

### Cinema
- Il pistolero di Dio (Heaven with a Gun) (1969)
- La terza fossa (What Ever Happened to Aunt Alice?) (1969)
- The Phynx (1970)
- Le 24 Ore di Le Mans (Le Mans) (1971)
- Scacchiera di spie (The Salzburg Connection) (1972)
- The Captive: The Longest Drive 2 (1976)
- Gli angeli dell'odio (World Gone Wild) (1987)
- Gioco, partita, incontro (The Break) (1995)
- Restraining Order (1999)

### Televisione
- Branded – serie TV, 6 episodi (1965-1966)
- Selvaggio west (The Wild Wild West) – serie TV, episodi 1x16-1x19 (1966)
- La pattuglia del deserto (The Rat Patrol) – serie TV, 7 episodi (1966-1967)
- The Felony Squad – serie TV, episodi 1x21-1x27 (1967)
- Hondo (Hondo and the Apaches) – film TV (1967)
- Hondo – serie TV, 4 episodi (1967)
- Mannix – serie TV, episodio 1x11 (1967)
- Missione impossibile (Mission: Impossible) – serie TV, 11 episodi (1967-1968)
- Operazione ladro (It Takes a Thief) – serie TV, episodio 1x09 (1968)
- Mod Squad, i ragazzi di Greer (The Mod Squad) – serie TV, episodi 1x01-1x10 (1968)
- Formula per un delitto (Along Came a Spider) – film TV (1970)
- Uomini di legge (Storefront Lawyers) – serie TV, episodio 1x01 (1970)
- Visions... – film TV (1972)
- Voyage of the Yes – film TV (1973)
- The Stranger – film TV (1973)
- Ordeal – film TV (1973)
- McMillan e signora (McMillan & Wife) – serie TV, episodio 3x04 (1974)
- Savages – film TV (1974)
- Strange Homecoming – film TV (1974)
- The Last Survivors – film TV (1975)
- Sky Heist – film TV (1975)
- Spazio 1999 (Space: 1999) – serie TV, episodi 1x01-1x10 (1975)
- Sulle strade della California (Police Story) – serie TV, 4 episodi (1975-1978)
- The Quest – film TV (1976)
- Oltre lo spazio tempo (Journey Through the Black Sun), co-regia di Ray Austin – film TV (1976)
- Attacco alieno (Alien Attack), co-regia di Charles Crichton e Bill Lenny – film TV (1976)
- L'uomo di Atlantide (Man from Atlantis) – serie TV, episodio 1x01 (1977)
- L'implacabile (Relentless) – film TV (1977)
- McLaren's Riders – film TV (1977)
- Il bastardo (The Bastard) – miniserie TV (1978)
- Spiaggia a Zuma (Zuma Beach) – film TV (1978)
- Il terrore viene dal cielo (Terror Out of the Sky) – film TV (1978)
- Samurai – film TV (1979)
- Death Ray 2000 – film TV (1980)
- Police Story: Confessions of a Lady Cop – film TV (1980)
- Hardcase – film TV (1981)
- McClain's Law – serie TV, episodio 1x14 (1982)
- The Neighborhood – film TV (1982)
- Chicago Story – serie TV, episodio 1x10 (1982)
- CHiPs – serie TV, episodio 5x27 (1982)
- Devlin & Devlin (The Devlin Connection) – serie TV, episodio 1x10 (1982)
- Mississippi – serie TV, episodi 1x01-1x02 (1983)
- Emergency Room – film TV (1983)
- Automan – serie TV, episodio 1x01 (1983)
- Yellow Rose – serie TV, 10 episodi (1983-1984)
- Fifty/Fifty (Partners in Crime) – serie TV, episodio 1x05 (1984)
- Miami Vice – serie TV, episodi 1x03-1x06 (1984)
- Spenser (Spenser: For Hire) – serie TV, episodio 1x01 (1985)
- MacGyver – serie TV, episodio 1x04 (1985)
- The Eagle and the Bear – film TV (1985)
- The Adventures of Alexander Hawkins – film TV (1985)
- Solomon's Universe – film TV (1985)
- Quella sporca dozzina - Missione mortale (Dirty Dozen: The Deadly Mission) – film TV (1987)
- Quella sporca dozzina - Missione nei Balcani (The Dirty Dozen: The Fatal Mission) – film TV (1988)
- L'ispettore Tibbs (In the Heat of the Night) – serie TV, episodi 2x03-2x07-2x16 (1988-1989)
- Jake Spanner, Private Eye – film TV (1989)
- I ragazzi della prateria (The Young Riders) – serie TV, 6 episodi (1989-1992)
- Brillantina (The Outsiders) – serie TV, episodio 1x05 (1990)
- The Exile – serie TV, episodi sconosciuti (1991)
- Raven – serie TV, episodio 2x07 (1993)
- Walker Texas Ranger (Walker, Texas Ranger) – serie TV, episodio 2x18 (1994)
- Renegade – serie TV, episodio 3x09 (1994)
- Fortune Hunter – serie TV, episodi 1x07-1x11 (1994)